# Ẩm thực Canada

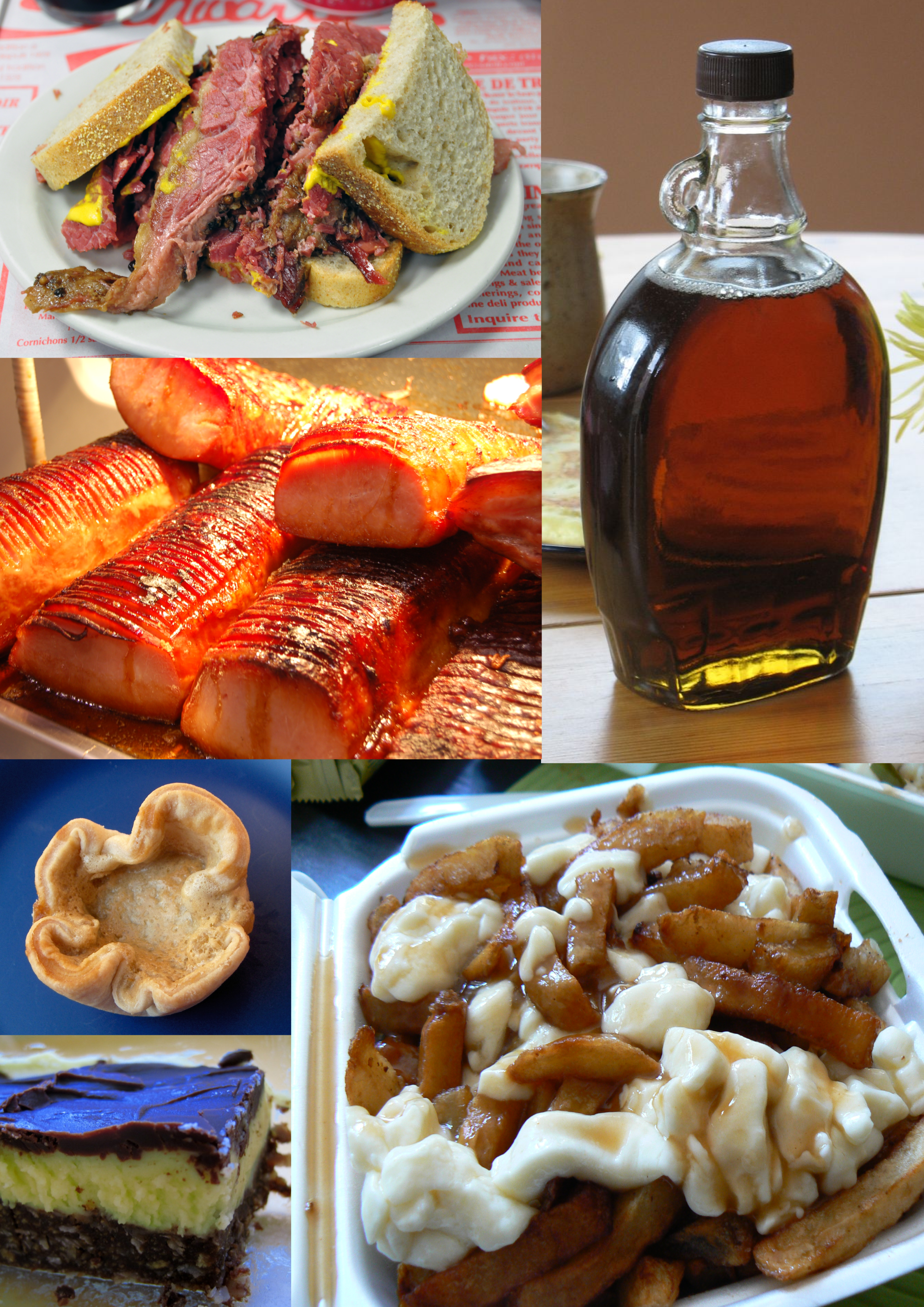
Montreal-style smoked meat, Maple syrup, Canadian back bacon, Butter tart, Nanaimo Bar, Poutine

Ẩm thực Canada khác nhau khá nhiều trên các vùng của đất nước. Ba nền ẩm thực đầu tiên của Canada có First Nations, Anh, Scotland và Pháp, với các món ăn truyền thống của Canada ảnh hưởng của Anh liên quan chặt chẽ đến các nền ẩm thực của Anh và Scotland, trong khi các món ăn truyền thống của Pháp Canada đã phát triển từ ẩm thực Pháp và các quy định của hoạt động mua bán lông động vật. Với làn sóng tiếp theo của người nhập cư vào thế kỷ 19 và 20 từ miền Trung, miền Nam, và Đông Âu, Nam Á, Đông Á và Caribbea, số lượng các món ăn địa phương được tăng cường sau đó.
Mặc dù một số món ăn có thể được xác định là món "Canada" do các thành phần sử dụng hoặc nguồn gốc khởi đầu của nó, khó khăn hơn để xác định một phong cách bao quát của ẩm thực Canada. Một số người dân Canada như cựu Thủ tướng Canada Joe Clark tin rằng ẩm thực Canada là một sự cắt dán các món ăn từ các món ăn của các nền văn hóa khác. Clark đã diễn giải: ". Canada có một nền ẩm thực của các nền ẩm thực không phải là một nồi hầm, nhưng một món ăn nguội."